# Tussen twee voetstappen
Tussen twee voetstappen (Engelse titel: Pebble in the Sky) is een sciencefictionroman uit 1950 van de Amerikaanse schrijver Isaac Asimov. Het is Asimovs eerste gepubliceerde roman die samen met Een oceaan van sterren en Spionage in de ruimte deel uitmaakt van de Galactisch Imperium-reeks..

## Publicatie

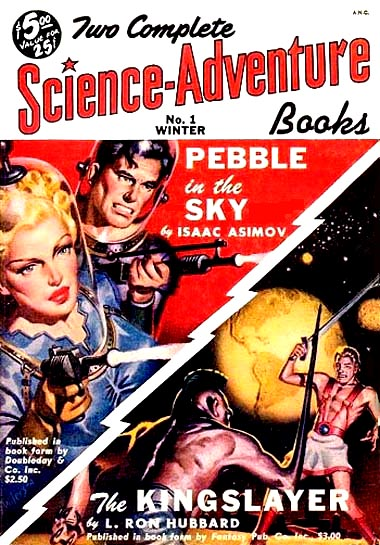
Two Complete Science-Adventure Books, Winter 1950

Pebble in the Sky werd oorspronkelijk geschreven in 1947 onder de titel Grow Old with Me voor het magazine Startling Stories, op vraag van de hoofdredacteur Sam Merwin Jr. voor een kortverhaal van 40.000 woorden. De titel was gebaseerd op de beginzin van het gedicht Rabbi ben Ezra van Robert Browning, waarvan de beginzinnen ("Grow old along with me! / The best is yet to be...") uiteindelijk ook gebruikt werden in het boek. Het verhaal werd geweigerd door Startling Stories omdat het niet avontuurlijk genoeg was volgens de stijl van het magazine en later ook door Asimov’s vaste redacteur John W. Campbell. In 1949 werd het wel aangenomen door Walter I. Bradley van Doubleday, op suggestie van Frederik Pohl maar met de vraag het verhaal uit te breiden naar 70.000 woorden. In januari 1950 werd de roman uitgegeven onder de naam Pebble in the Sky. Datzelfde jaar werd het boek ook gepubliceerd in het pulpsciencefictionmagazine Two Complete Science-Adventure Books. Het boek werd tussen 1953 en 2010 verschillende malen herdrukt. Het originele verhaal onder de titel Grow Old with Me werd later in 1986 gepubliceerd in de verhalenbundel The Alternate Asimovs.
In 1952 werd het boek vertaald naar het Nederlands onder de titel Tussen twee voetstappen en uitgegeven door uitgeverij Servire in de Zilvermeeuw-serie #21. Later werd het in 1970 door dezelfde uitgeverij opgenomen in Servire's Science Fiction Omnibus.

## Verhaal
Joseph Schwartz is een gepensioneerde kleermaker die op straat wandelt in Chicago terwijl hij de dichter Robert Browning citeert. Door een ongeluk in een nabijgelegen nucleair labo wordt hij van het ene op het andere moment getransporteerd naar een plaats tienduizenden jaren in de toekomst. Schwartz komt in een totaal vreemde omgeving en begrijpt zelfs de taal niet. De aarde maakt deel uit van het Trantoriaans Galactisch Imperium en wordt op dat moment aanzien als een rebellerende planeet. 